# Ilmihal
Ilmihal – podręcznik zawierający podstawową wiedzę islamską oraz przewodnik do modlitwy. Tu znajdziemy m.in. opis podstawowych zasad wiary, filary modlitwy oraz wskazówki do wykonania modlitwy rytualnej.